# جايوس كلاوديوس نيرو
 جايوس كلاوديوس نيرو  قائد وقنصل روماني.
في عام 207 ق.م.، انتخب قنصلاً مع زميله القنصل ماركوس ليفيوس، وقادا الجيش في معركة ميتاريوس ضد الجيش القرطاجي والتي أسفرت عن هزيمة القرطاجيين ومقتل قائدهم صدربعل برقا شقيق حنبعل. وفي عام 204 ق.م.، انتخب رقيباً مع ماركوس ليفيوس أيضاً وغالبا ما كانا يختلفان.